# Armand François Hennequin d'Ecquevilly
Pour les articles homonymes, voir Hennequin et Ecquevilly.
Armand François Hennequin, comte, puis marquis d'Ecquevilly (Paris, 30 septembre 1747 – Paris, 19 septembre 1830), est un militaire et personnalité politique française des XVIIIe et XIXe siècles.

## Biographie
Armand François Hennequin entra au service au mois de novembre 1761 dans les mousquetaires, d'où il passa, avec le grade de capitaine-commandant, dans le régiment Royal cavalerie en 1765.
Il fut créé successivement mestre de camp de cavalerie le 15 février 1771, chevalier de l'ordre royal et militaire de Saint-Louis le 20 novembre 1779, brigadier d'infanterie le 1er janvier 1784 et maréchal de camp le 9 mars 1788.
À la mort du marquis d'Ecquevilly, son père, il lui succède dans la charge de capitaine du vautrait qui, à cette époque, n'était plus qu'honorifique, la Révolution française « ayant commencé dans la réforme et le nivellement par les emplois de la cour ».
Le comte d'Ecquevilly, « fidèle à ses serments et aux exemples que lui avaient laissés ses pères », fut du nombre des gentilshommes qui se rallièrent autour de Louis XVI dans les jours de périls. Il ne quitta le roi, le 4 janvier 1791, qu'après avoir pris ses ordres, et lorsque les choses furent au point qu'il ne pouvait plus être utile à sa cause en France.

### Émigration
Émigré à Bruxelles, il séjourne dans cette ville jusqu'au mois de mars 1792. À cette époque, le comte d'Ecquevilly se rend à Coblence et, de là, à Bingen, quartier général du prince de Condé qui, en différentes occasions, donna au comte d'Ecquevilly d'honorables témoignages de confiance et d'amitié.
Ce prince le pourvut du commandement de l'« escadron de Royal », formé des officiers et sous-officiers du régiment du même nom, qu'il avait commandé pendant dix-sept ans. Après avoir fait à la tête de cet escadron la campagne de 1792, il fut chargé par le prince de Condé de se rendre à Francfort, près du roi de Prusse, pour faire appuyer par ce souverain, à la cour de Vienne (Autriche), la révocation du licenciement de l'armée de Condé ; mais, au milieu de sa route, le comte d'Ecquevilly apprit que sa mission devenait sans objet, l'ordre du licenciement ayant été révoqué.
Il est alors employé comme capitaine en premier dans la cavalerie noble de la 1re division « colonelle » et se trouva, pendant la campagne de 1793, aux affaires de Bad Bergzabern, de Wissembourg et de Berstheim. Il y eut deux actions sanglantes dans cette dernière position, les 2 et 8 décembre. Dans la première, le comte d'Ecquevilly culbuta un escadron républicain qui s'avançait pour le charger, et lui enleva deux pièces de canon; dans la seconde, il eut deux chevaux tués sous lui.
Le prince de Condé le nomma, le 22 juillet 1794, maréchal général des logis de la cavalerie, sur la démission du baron de Fumel. Le comte d'Ecquevilly en remplit les fonctions dans toutes les campagnes jusqu'au licenciement définitif effectué en 1801, et se trouva à toutes les actions de cette guerre où le corps de Condé prit une part active.
Il fit sa demande pour être admis au sein de l'ordre de Saint-Jean de Jérusalem comme chevalier le 15 février 1795, mais en cette période troublée, il ne put faire ses caravanes et se fit, peut-être, confirmer après 1797 par le tsar Paul Ier.
Il suivit ce corps en Russie, en 1797 ; et, lorsque Paul Ier l'eut pris à sa solde, il y resta attaché comme adjudant-général de la cavalerie. Après le licenciement des corps français servant à l'étranger, il se retira en Hongrie et ne revint en France qu'avec les Bourbons, en 1814.

### Restauration française
Louis XVIII le nomme lieutenant-général de ses armées, et le fait officier de la Légion d'honneur le 30 août 1814. 
Lors du retour de l'île d'Elbe, d'Ecquevilly accompagne le roi en Belgique (Gand), et revint avec S. M. après Waterloo.
Il ett créé pair de France le 17 août 1815. À la chambre haute, il vote pour la mort dans le procès du maréchal Ney. Il préside la commission militaire chargée de juger le général Gilly (1816), puis exerce quelque temps les fonctions de directeur général du dépôt de la Guerre (octobre 1815). 
Dans la session de 1817, il prend, comme directeur général du dépôt de la Guerre, la défense du ministère, « obligé de concilier avec les mesures de la plus stricte économie et respect pour les droits acquis sur les champs de bataille ». Quelques mois après, la direction générale du dépôt de la Guerre ayant été supprimée, il est nommé président du comité qui la remplaçait et inspecteur général du corps des ingénieurs géographes (8 octobre 1817). 
Il était en outre président du comité de la guerre quand il fut admis à la retraite pour cause d'âge, le 2 juin 1819.
Commandeur, puis grand-croix de l'ordre de Saint-Louis les 3 mai 1816 et 24 août 1820, il est autorisé par le Roi, le 15 janvier 1821, à reprendre le titre de marquis, qu'avait porté son père : mais le seul titre de comte était transmissible avec sa pairie.
En 1818, il publie, en trois volumes, le récit de son service au sein du régiment de Condé.

### Ecrit
- Campagne du corps sous les ordres de son altesse sérénissime Mgr le prince de Condé, par M. le marquis d'Ecquevilly, 1818, Paris, Le Normant, 3 vol. in-8°, tome premier (1789-1795), XVI-416 pages ; tome second (1796-1800), 420 pages ; tome troisième (1800-1801), 247 pages.

### Portrait
- Un portrait de lui est vendu le 13 mars 2024 à l'hôtel Drouot par l'étude Coutau-Begarie[8].

## Récapitulatif

### Titres
Avant la Révolution
- Comte d'Ecquevilly ;
- Sgr du marquisat de Ville-sur-Tourbe[9],[10] ;

Restauration française
- Marquis d'Ecquevilly (15 janvier 1821),
- Chambre des pairs :
  - 17 août 1815 - juillet 1830,
  - Comte et pair héréditaire (lettres patentes du 24 mai 1821, sans majorat)[11].

### Décorations
| Chevalier du Saint-Esprit | Grand'croix de Saint-Louis | Officier de la Légion d'Honneur |

- Chevalier de l'ordre du Saint-Esprit (sixième et dernière promotion : palais des Tuileries, le 31 mai 1830, Jour de la Pentecôte) ;
- Ordre royal et militaire de Saint-Louis :
  - Chevalier (20 novembre 1779[3]), puis,
  - Commandeur (3 mai 1816[4]), puis,
  - Grand'croix de Saint-Louis (24 août 1820[4]).
- Légion d'honneur : officier (30 août 1814[4]) ;

### Armoiries
Vairé d'or et d'azur; au chef de gueules, chargé d'un lion léopardé d'argent,,,.
- Supports : deux lions, les têtes contournées[14] ;
- Couronne : de marquis sur l'écu et de comte sur le manteau[14] ;

## Ascendance et postérité
Armand François Hennequin était le fils aîné d'Auguste Louis Hennequin d'Ecquevilly (1717-1794), capitaine général du vautrait, lieutenant général des armées du Roi, et d' d'Honorée de Joyeuse (27 mai 1719-1809), héritière de Grandpré, fille de Jean Gédéon de Joyeuse, comte de Granpré (1691-1774), lieutenant général des provinces de Brie et de Champagne et de Marie Honorée de Villers de Rousseville.
Il avait pour frères et sœurs :
1. Adélaïde Honorée Hennequin d'Ecquevilly (vers 1743 - après 1789), dame pour accompagner (1773-1789), Marie Thérèse de Savoie, comtesse d'Artois, mariée, le 27 mars 1769 à Versailles, avec Philippe Antoine Joseph Régis, marquis d'Esterno († après 1778), dont postérité ;
2. Aglaé Marie Hennequin d'Ecquevilly (entre 1751 et 1753 - après le 25 avril 1833), dame pour accompagner (1775-1782) Madame Sophie, mariée en 1772 avec François Emmanuel, marquis de Capendu († après 1795), dont postérité ;
3. Aimable-Charles Hennequin d'Ecquevilly (1752-1806), colonel du régiment de Jarnac, capitaine général du Vautrait, marié, le 7 avril 1782, avec Marie-Joséphine, comtesse d'Eyck (1765-1810), dont postérité.

- Le marquis d'Ecquevilly se maria, mais il eut aussi un enfant naturel :
(1°) ∞  (1775[16]) Amable Cécile de Durfort Civrac (vers 1755 - 1830[10]), fille de François Aimery de Durfort, marquis de Civrac (1727-1773), maréchal des camps et armées du roi, l'un des menins de feu le dauphin, et de Marie Françoise de Pardaillan de Gondrin d'Antin (1728-1764).
(2°) Duchesse d'U[réf. à confirmer][10]
Il eut :
  - (1°) Amable Hennequin, comte d'Ecquevilly, chef d'escadron, capitaine-commandant aux lanciers de la garde royale, lieutenant-colonel de cavalerie pendant la campagne d'Espagne (1823), chevalier (1er octobre 1820) puis officier de la Légion d'honneur (20 octobre 1823), chevalier de Saint-Louis, chevalier de l'ordre de Saint-Ferdinand d'Espagne (1823), marié (par contrat signé par le roi et la famille royale) le 24 octobre 1819, mademoiselle le Forestier, nièce du maréchal de Lauriston.
  - (2°) Aimée Blanche de Chavigné Hennequin d'Ecquevilly († 2 mai 1853).